# Башар Мурад
Башар Мурад (араб. بشار مراد; нар. 7 лютого 1993) — палестинський співак, автор пісень і відеохудожник. Його музика стосується суспільних норм і ролей, присутності Ізраїлю на палестинських територіях та гендерної рівності на Близькому Сході. 2024 року з піснею «Wild West» («Vestrið villt») брав участь у Söngvakeppnin, національному відборі Ісландії на Пісенний конкурс Євробачення, і посів друге місце.

## Біографія
Башар Мурад народився та виріс у Східному Єрусалимі в родині Фадії Дайбес та Саїда Мурада, а також має молодшого брата.
Мати Башара — Фадія Дайбес Мурад — була палестинською експерткою з водних ресурсів, докторкою філософії з гідрології та захисницею прав палестинців на воду, що зосереджувалася на гендерних аспектах, зокрема позитивній ролі жінок у питанні водних ресурсів. 2009 року вона загинула в автокатастрофі, коли поверталася додому з Міжнародного водного форуму в Стамбулі.
Батько співака Саїд Мурад — музикант, композитор та засновник палестинського гурту Sabreen, учасниками якого є зокрема й двоє дядьків Башара — Іссам та Віссам. Башар часто проводив час у студії батька, де й почав навчатися музики, яка була для нього способом внутрішнього порятунку від гомофобії серед палестинців.
Після закінчення англомовної середньої школи в Єрусалимі, Мурад почав навчання в Бріджвотерському коледжі вільних мистецтв у Вірджинії, де безкоштовно здобував освіту за програмою Amideast Hope Fund. Розпочав навчання за фахом музики, але виявивши, що єдиною пропонованою програмою є класична музика, перейшов на комунікації. Навчаючись у США, Мурад зустрів багато людей, які не мали уявлення про те, що відбувається в Палестині, що надихнуло його на створення англомовних пісень. Окрім навчання в коледжі, повідомлялося, що Мурад є одним із випускників ізраїльської музичної школи Rimon.
Після повернення в Єрусалим у 2014 році, Башар жив з батьком і братом, працював у сфері зв'язків з громадськістю та комунікацій і паралельно займався музикою.

## Кар'єра

### 2009—2020: ранні роки та співпраця з Hatari
2009 року Мурад створив канал на YouTube, почав робити кавер-версії популярних пісень з близькосхідним відтінком за допомогою використання таких інструментів, як уд, табла та даф. Створювати свою авторську музику та випускати її через Асоціацію мистецького розвитку Sabreen почав після повернення зі США. Перші офіційні роботи — кавер «Hallelujah» та власну пісню «The Door» — випустив у 2015 році.
2017 року вийшов музичний кліп «More Like You» на тему гендерної нормативності в Палестині з текстом і візуальними елементами про те, що чоловіки та жінки мають певну роль у суспільстві. У кліпі були представлені палестинські чоловіки й жінки, які відмовилися від традиційних гендерних ролей: танцівник балету Айман Сафія (англ. Ayman Safiah), автоперегонниця Бетті Сааде (англ. Betty Saadeh), боксерка Малак Хасан (англ. Malak Hasan), інструкторка з водіння вантажівки Іншира Коран (англ. Inshirah Quraan), діджейка Skywalker, чоловік-модель Кахер Хархаш (англ. Qaher Harhash), а також Маріан Хурі (англ. Marian Khoury), яка професійно займається кросфітом і бігом. Того ж року вийшла пісня Башара «Voices».
На початку 2018 року випустив пісню «Ilkul 3am Bitjawaz», у якій обігрується нормативний погляд суспільства на арабський шлюб. У музичному кліпі Мурад виступив у ролі священника, офіціанта, нареченого та нареченої, щоб кинути виклик гендерним ролям. Пісня та відео є сатирою про тиск, який суспільство чинить на людей щодо одруження до 30 років. У липні того ж року Мурад випустив пісню «Shillet Hamal» та музичне відео до неї за допомогою гранту від Culture Resource Production Awards Program. Пісня присвячена темі відокремленості, з якою стикається людина, коли відчуває, що не належить до того, що панує в суспільстві, оскільки відчуває себе іншою з погляду ментальності та ідеології, а кліп натхненний усіма людьми, які обрали нетрадиційні в суспільстві шляхи своєї кар'єри. У листопаді Башар разом з ООН-Жінки випустив пісню «Ana Zalameh (I am a man)» на тему гендерної рівності, що було приурочено до 16 Days of Activism в Рамаллі.
2019 року виступив у Торонто на музичному фестивалі Canadian Music Week у рамках шоу-кейсу, організованого Palestine Music Expo, організацією, яка займається репрезентацією палестинських виконавців на музичній арені.
2020 року вийшов сингл «Klefi/Samed», що став співпрацею Мурада з ісландським гуртом Hatari, відомого зокрема підняттям банера з палестинським прапором під час Євробачення 2019, що проходило в Тель-Авіві. Мурад і Hatari познайомилися через спільних друзів за кілька місяців до Євробачення, після чого співак запросив учасників гурту до Хеврону та познайомив з художниками в Єрусалимі, Рамаллі та Вифлеємі. Згодом Башар виступав з Hatari на ісландському телебаченні, низці заходів в Ісландії, фестивалі в Роскілле, а також на Талліннському музичному тижні. Окрім цього, співак взяв участь у Globalvision, альтернативному концерті, який транслювався в прямому ефірі одночасно з Євробаченням 2019.
Після того, як музика Башара почала ставати популярною на регіональних, європейських і північноамериканських фестивалях та заходах, а також після співпраці з Hatari, що принесла Мураду визнання, співак 2020 року підписав контракт з Indie Label Pop Arabia.

### 2021—2023: EP Maskhara та виступи в Європі
6 січня 2021 року випустив пісню «Maskhara» з майбутнього однойменного мініальбому. Відеокліп до пісні, знятий Башаром, містить символ стіни й бажання звільнитися від неї, крик про допомогу та втечу від консерватизму суспільства. У червні того ж року випустив свій дебютний альбом мініальбом Maskhara (з араб. «насмішка»). Чотири пісні мініальбому були створені під час пандемії COVID-19 та натхненні палестинською реальністю.
У червні 2022 року концерт Мурада в місті Рамалла на Західному березі річки Йордан був скасований під загрозою групи палестинців, які виступали проти ЛГБТ-спільноти.
14 вересня 2022 року виступав у Канаді на BSMT254 в супроводі виконавиці Nour (Palestina) та канадського художника Теннісона Кінга під час відкриття Міжнародного кінофестивалю в Торонто (TIFF). Того ж року Башар переробив і продюсував англо-арабську версію пісні Ніни Сімон «I Wish I Knew How It Would Feel To Be Free» для фільму «A Gaza Weekend» за запрошенням палестинсько-британського режисера Басіла Халіла. Потім були виступи у Великій Британії на Outburst Queer Arts Festival у Белфасті та The Water Rats у Лондоні, а також подвійний виступ з Hatari на Hurra в Рейк'явіку.
Власні відеороботи Башара також були представлені в CBC, Globe & Mail, BBC, Teen Vogue та NPR.
У травні 2023 року виступив на Melahuset в Осло, де співпрацював з норвезьким гітаристом Еріком Гроувом. Того ж року мав виступ на Hole 44 в Берліні та британському фестивалі Greenbelt разом з Ейнаром Стефанссоном, учасником Hatari, а також британським саксофоністом Семом Бамбо.
У червні 2023 року оприлюднив «Ya Lel» — перший трек з майбутнього мініальбому Nafas. «Ya Lel» була написана після сутичок у Шейх-Джарраху у 2021 році та в розпал пандемії COVID-19. Пісня була підтримана грантом Британської Ради та створена у співпраці з Чін Інджеті, з яким Мурад був пов'язаний через Levantine, музичного інді-продюсера, що зосереджується на Близькому Сході та Північній Африці.
23 листопада 2023 року випустив пісню «Mawtini», яка, за словами співака, присвячена безперервному прагненню до свободи. «Mawtini» у виконання Мурада є кавером пісні, датованої 1934 роком, яка була створена палестинським поетом Ібрагімом Туканом та є неофіційним гімном палестинського опору.

### 2024: відбір на Євробачення та новий мініальбом

#### Söngvakeppnin 2024
Гурт батька Башара Sabreen намагався домогтися дебюту Палестини на Євробаченні як окремої держави ще у 2008 та 2009 роках, проте ці спроби не стали успішними, оскільки Палестинська телерадіомовна корпорація не є активним членом Європейської мовної спілки.
У січні 2024 року стало відомо, що Башар із піснею «Wild West» («Vestrið villt») стане учасником Söngvakeppnin 2024 — ісландського відбору на Пісенний конкурс Євробачення 2024. Конкурсна пісня була написана в співавторстві з Ейнаром Стефанссоном з гурту Hatari. Мурад заявив, що робота над синглом почалася ще півтора року тому й була надіслана до ісландського комітету в серпні 2023 року.

В інтерв'ю Reuters та після публікації «Wild West» Мурад сказав:
«Я хотів проілюструвати, через скільки перешкод нам як палестинцям доводиться пройти, щоб бути почутими… ми виключені з усіх основних платформ… Звичайно, я не хочу, щоб мій окупант [Ізраїль] був там [на Євробаченні]. Але моє головне завдання зараз полягає в тому, щоб мати можливість уперше в історії принести палестинський голос на головну сцену».

«Я вірю у використання свого голосу та інструментів, які дав мені Всесвіт. Євробачення є однією з найбільших платформ у світі, і я вірю в силу свого голосу, а не мовчання. У дитинстві я вважав, що для мене багато означало б побачити палестинця, який би виступав на Євробаченні. Як палестинці, ми були позбавлені платформ, які демонструють нашу культуру, красу, історію та спільноту. Я вдячний і сповнений поваги до Ісландії, яка надала мені цю можливість…».
Співаки будь-якої національності можуть брати участь у внутрішньому відборі Ісландії, якщо вони виконують свою пісню в першому півфіналі ісландською мовою. Мурад сказав, що було важко вивчити пісню ісландською, але він бачив схожості мови з арабською. За словами співака, пісня «Wild West» («Дикий Захід») розповідає про випробування кордонів і погоню за мріями попри всі перешкоди, про прагнення до свободи пересування та недопущення обмежувати себе фізичними та уявними кордонами, а також про подорож до Ісландії. Мурад також заявив: 
«У всіх є теорії щодо моєї участі. І всі політизують моє існування, коли я насправді просто людина, яка мріяла, і чесно подала заявку на цей конкурс».
Попри це, у своїх інтерв'ю в минулі роки він неодноразово вказував, що саме Євробачення є втіленням політики, той факт, що він палестинець, автоматично робить його [Мурада] політичним, а «усе, що ви робите [як палестинці], є політичною заявою». Окрім цього, наприкінці виступу з «Wild West» у фіналі Söngvakeppnin 2024 танцівники й танцівниці дістають хустки чорного й зеленого кольорів, а сам Мурад має червоні елементи у костюмі — саме ці кольори містить прапор Палестини. Співак також вийшов на сцену із зображеннями кавунів, символу палестинської боротьби.
24 лютого 2024 року Башар Мурад та ісландська співачка Гера Бйорк кваліфікувалися до фіналу Söngvakeppnin 2024 з невеликою перевагою у кількості голосів на користь Мурада. У фіналі відбору, що відбувся 2 березня, співак посів перше місце серед п'яти учасників у першому раунді з відривом у більш ніж 15 тис. голосів, проте в другому раунді поступився Гері Бйорк, яка в загальному заліку здобула 100 835 голосів проти 97 495 у Мурада.
Співак заявляв, що після участі в Söngvakeppnin 2024 йому погрожували вбивством.

#### EP Nafas та інші роботи
18 січня 2024 року випустив другий мініальбом — Nafas. Він складається з трьох пісень із текстами арабською мовою — «Mawtini», «Ya Lel» та однойменної з альбомом пісні «Nafas». Альбом зосереджений на темах бажання мирного існування, неприйняття суспільством та прагнення побути на самоті.
Із травня 2024 року співак перебуває в мистецькій резиденції в Парижі. 7 травня взяв участь поміж інших палестинських виконавців на Вифлеємському культурному фестивалі в рамках вечора палестинської музики, що відбувся в Лондоні як альтернатива Євробачення 2024, а 11 травня став запрошеним гостем на ще одній схожій події — Falastinvision. 18 травня виступив із двома концертами в Iðnó в Ісландії. Протягом червня-грудня 2024 року Мурад взяв участь у низці фестивалів і подій: Oslo World 2024 на прайді в Осло, вечірці-закритті прайду в Гельсінкі, прайді в Мальме, Pop-Kultur 2024 в Берліні, Festival Arabesques у Монпельє, Vilavisión у Вілагарсія-де-Ароуса, Waifu в Токіо тощо. Окрім цього, виступав на розігріві швейцарсько-алжирської співачки Flèche Love під час презентації її альбому Guérison.
2024 року Башар Мурад також випустив два сингли — «Stone» та «ITSAHELL!». «Stone» — це попфолк-балада, у якій використані семпли гурту Sabreen з 80-х років. Пісня створено у співпраці з Ейнаром Стефанссоном з Hatari, якому Мурад запропонував кілька треків для натхнення, і саме з обраного семплу виникла ідея «Stone». Назва й концепція пісні відсилають до ключових символів палестинського досвіду — каменю як втілення дому, землі, боротьби, а також як алюзії на стіни апартеїду. У треку також використаний уривок із інтерв'ю палестинського письменника й активіста Гассана Канафані, де він говорить про голод до свободи, що для Мурада є центральним посланням власної творчості. «ITSAHELL!» є піснею з майбутнього альбому співака.

### 2025–дотепер: подальша кар'єра
5 квітня виступив на Tallinn Music Week.

## Музика і стиль
Мурад зазначає, що виріс на музиці Sabreen та «великих іконах арабської музики» — ліванських співачках Файруз і Джулії Бутрос. Вплив на співака мали також Брітні Спірс, Мадонна, Леді Гага, Фредді Мерк'юрі з Queen та Девід Бові. В інтерв'ю The Reykjavik Grapevine у 2019 році Мурад заявив, що хоче «просто бути головною попіконою ЛГБТ, як Леді Гага та Фредді Мерк'юрі».
Башар описував свої перші пісні як «попмузику англійською мовою з унікальним палестинським відтінком», а у зміст пісень вкладений виклик патріархальним і репресивним структурам, присутнім у його найближчому оточенні. Загалом його музичне Башара охоплюють поп, електроніку та модальних інтонацій. Співак використовує попмузику та мистецтво як засіб боротьби зі стереотипами, нормативністю та висвітлення соціальних проблем, з якими стикається молоде покоління палестинців. Також торкається теми квір-життя та досліджує тонкощі консерватизму серед палестинців. Окрім цього, він підкреслює, що сприймає кожну пісню та кожне музичне відео як можливість виділити палестинських митців і дизайнерів.

## Особисте життя
Мурад — відкритий гей. У дитинстві відчував труднощі через «нормальну» роль, яку він мав виконувати — у той час, як його друзі гралися з пластиковими машинками та літачками, він віддавав перевагу лялькам і спілкувався з дівчатами, а не хлопцями.

## Дискографія

### Мініальбоми
- Maskhara (2021)
- Maskhara: The Remixes (2022)
- Nafas (2024)

### Сингли
- «Hallelujah» (2015)
- «The Door» (2015)
- «Voices» (2017)
- «Ilkul 3am Bitjawaz» (2018)
- «Shillet Hamal» (2018)
- «Ma Bitghayirni» (2018)
- «Ana Zalameh» (2018)
- «Klefi» разом із Hatari (2019)
- «Maskhara» (2021)
- «Xmas Aswad» (2022)
- «Ilel Majnoon» (2023)
- «Ya Lel» (2023)
- «Mawtini» (2023)
- «I Wish I Knew How It Would Feel To Be Free (Arabic Version)» (2024)
- «Wild West» («Vestrið villt») (2024)
- «Stone» (2024)
- «ITSAHELL!» (2024)